# La Cornuaille
La Cornuaille var en kommun i departementet Maine-et-Loire i regionen Pays de la Loire i nordvästra Frankrike. Kommunen låg i kantonen Chalonnes-sur-Loire som tillhör arrondissementet Angers. År 2018 hade La Cornuaille 949 invånare.
Den 15 december 2016 slogs La Cornuaille samman med två andra kommuner och bildade den nya kommunen Val d'Erdre-Auxence.

## Befolkningsutveckling
| Befolkningsutvecklingen i La Cornuaille 1968–2021           | Befolkningsutvecklingen i La Cornuaille 1968–2021 | Befolkningsutvecklingen i La Cornuaille 1968–2021 | Befolkningsutvecklingen i La Cornuaille 1968–2021 | Befolkningsutvecklingen i La Cornuaille 1968–2021 |
| ----------------------------------------------------------- | ------------------------------------------------- | ------------------------------------------------- | ------------------------------------------------- | ------------------------------------------------- |
|                                                             |                                                   |                                                   |                                                   |                                                   |
| År                                                          |                                                   |                                                   | Folkmängd                                         |                                                   |
| 1968                                                        | 1968                                              |                                                   | 983                                               |                                                   |
| 1975                                                        | 1975                                              |                                                   | 841                                               |                                                   |
| 1982                                                        | 1982                                              |                                                   | 785                                               |                                                   |
| 1990                                                        | 1990                                              |                                                   | 719                                               |                                                   |
| 1999                                                        | 1999                                              |                                                   | 791                                               |                                                   |
| 2007                                                        | 2007                                              |                                                   | 895                                               |                                                   |
| 2015                                                        | 2015                                              |                                                   | 1 015                                             |                                                   |
| 2021                                                        | 2021                                              |                                                   | 962                                               |                                                   |
| Anm: Befolkning för kommundelen efter sammanslagningen 2016 |                                                   |                                                   |                                                   |                                                   |